# Râul Muncelul, Anieș
Râul Muncelul este un curs de apă, afluent al râului Anieș

## Hărți
- Harta Munții Rodnei  Arhivat în 22 iulie 2020, la Wayback Machine.
- Harta Munții Rodnei